# Juan Corzo y Príncipe
Juan Corzo y Príncipe (Madrid, Espanya, 24 de juny de 1873 - L'Havana, Cuba, 27 de setembre de 1941 fou un mestre d'escacs cubà.
Nascut a Espanya, Corzo va emigrar a Cuba el 1887. Va estudiar teoria dels escacs amb el mestre Pichardo i va arribar a ser campió del Club d'Escacs de l'Havana. Dotat de notable talent tàctic, la seva derrota contra José Raúl Capablanca (4-3, amb 6 taules) el 1901 en el campionat de Cuba marcà el començament de la meteòrica carrera del que després seria campió mundial, quan Capablanca només tenia 13 anys. Juntament amb ell va fundar la Federació Nacional d'Escacs de Cuba, i va ser durant molts anys editor de la revista d'escacs Capablanca. Va guanyar cinc cops el campionat de Cuba.